# Carmignano di Brenta
Carmignano di Brenta (velenceiül Carminjan) település Olaszországban, Veneto régióban, Padova megyében. Lakosainak száma 7383 fő (2023. január 1.). Carmignano di Brenta Cittadella, Fontaniva, Grantorto, Pozzoleone és San Pietro in Gu községekkel határos.

## Népesség
A település népességének változása:
| Lakosok száma | 7614 | 7576 | 7383 |
|               | 2017 | 2018 | 2023 |